# گلیبوواتس
گلیبوواتس (به صربی: Glibovac) یک روستا در صربستان است که در ناحیه پودوناولیه واقع شده‌است. گلیبوواتس ۲٬۲۶۹ نفر جمعیت دارد و ۱۱۰ متر بالاتر از سطح دریا واقع شده‌است.